# Kerstin Florian
Kerstin Ingeborg Florian, ogift Hammargren, född 22 mars 1944 i Enskede församling i Stockholm, är en svensk-amerikansk fotomodell, hudterapeut och entreprenör inom skönhetsbranschen.
Kerstin Florian är dotter till ingenjören Gustaf Hammargren och Ellen, ogift Haglund. Hon växte upp i Tallkrogen, söder om Stockholm.
Hon arbetade som fotomodell i unga år och flyttade till USA vid 21 års ålder där hon till en början fortsatte arbeta som modell. Efter utbildning till hudterapeut startade hon på 1970-talet eget hudvårdsföretag. 1978 öppnade hon sitt första spa och några år senare hade hon 28 skönhetssalonger. Företaget Kerstin Florian International, som har sitt huvudkontor i Kalifornien, säljer hudvårdsprodukter som tillverkas i Schweiz och arbetar med att utbilda spa-terapeuter och designa spa-anläggningar. Kerstin Florian blev ett vida utbrett märke som 2016 distribueras till över 30 länder. 2004 utsågs hon av Damernas värld till Årets skönaste. 2011 medverkade hon i Kanal 5:s Svenska miljonärer.
Kerstin Florian gifte sig 1965 med landskapsarkitekten Wayne Florian och fick dottern Charlene Florian (1967–2016), kreativ chef på Kerstin Florian International.